# En gentleman i Moskva
En gentleman i Moskva (engelska: A Gentleman in Moscow) är en roman av Amor Towles, ursprungligen publicerad 2016.
2019 gavs boken ut i svensk översättning av Annika Hultman-Löfvendahl och Jan Hultman på förlaget Wahlström & Widstrand.
TV-serien En Gentleman i Moskva (2024) är baserad på boken.

## Handling
Boken utspelar sig under tiden strax efter Ryska revolutionen. Greve Alexander Rostov har dömts till husarrest i Moskvas Hotel Metropol av en bolsjevikdomstol för att ha skrivit en dikt som anses uppmuntra uppror. Han lever ändå sitt liv till det yttersta och upptäcker djupet av sin mänsklighet.
Inne i det flotta hotellet, som ligger nära Kreml och Bolsjojteatern, anpassar sig greven långsamt till omständigheterna som en "före detta person". Han nöjer sig med vindsrummet, dit han förvisas efter att ha bott i flera år i en elegant svit på tredje våningen. Han är en man med raffinerad smak inom vin, mat och litteratur, han strävar efter att upprätthålla en daglig rutin, utforska hotellets skrymslen och vrår, knyta an till personalen, acceptera attraktiva kvinnors närmanden och bilda vad som visar sig vara ett djupt meningsfullt förhållande med en pigg ung flicka, Nina.